# گی (روغن)
گی (انگلیسی: Ghee; سانسکریت: Ghṛta) نوعی روغن حیوانی است که سرمنشا آن به هند باستان بازمی‌گردد. این روغن در آشپزی شبه قاره هند، آشپزی خاورمیانه، طب سنتی و آیین‌های مذهبی مورد استفاده دارد.

## طرز تهیه
روغن حیوانی گی به‌طور معمول با جوشاندن آرام کره تهیه می‌شود، تا حدی که خامهٔ آن سفت و تیره‌رنگ شود. با صاف کردن ذرات باقی‌مانده جامد که به پایین رسوب کرده، چربی مایع و شفافی به دست می‌آید که گاهی با ادویه عطر و طعم به آن اضافه می‌کنند. بافت، رنگ و طعم گی به کیفیت کره، منبع شیر مورد استفاده در فرایند و مدت زمان جوش بستگی دارد.